# Tour de Ski 2012/2013
Tour de Ski 2012/2013 – siódma edycja prestiżowej imprezy w biegach narciarskich, która odbyła się w dniach 29 grudnia 2012–6 stycznia 2013 na terenie Niemiec, Włoch i Szwajcarii. Obrońcami tytułów z poprzedniej edycji byli Polka Justyna Kowalczyk oraz Szwajcar Dario Cologna. Justyna Kowalczyk obroniła tytuł, dzięki czemu ustanowiła nowy rekord 4 wygranych edycji z rzędu (poprawiając swój własny rekord 3 edycji z rzędu). Obrona tytułu przez Dario Colognę zakończyła się niepowodzeniem, jako pierwszy do mety dobiegł Rosjanin Aleksandr Legkow, zostając pierwszym triumfatorem tej imprezy pochodzącym z Rosji. Klasyfikację sprinterską obejmującą także lotne premie w biegach dystansowych i premie finiszowe wygrali Kowalczyk i Norweg Petter Northug. Zwycięzca wśród mężczyzn, Legkow, wygrał klasyfikację generalną bez zwycięstwa w żadnym z 7 etapów imprezy, Kowalczyk wygrała zaś 4 z 7 etapów.

## Klasyfikacja generalna

### Kobiety
| Miejsce | Imię i nazwisko        | Narodowość | Oberhof Msc./Pkt | Oberhof Msc./Pkt | Val Müstair Msc./Pkt | Toblach Msc./Pkt | Toblach Msc./Pkt | Val di Fiemme Msc./Pkt | Val di Fiemme Msc./Pkt | Tour-Punkty | PŚ-punkty razem |
| ------- | ---------------------- | ---------- | ---------------- | ---------------- | -------------------- | ---------------- | ---------------- | ---------------------- | ---------------------- | ----------- | --------------- |
| 1       | Justyna Kowalczyk      | Polska     | 3/43 p.          | 1/50 p.          | 7/32 p.              | 1/50 p.          | 1/50 p.          | 1/50 p.                | 7/32 p.                | 400         | 707             |
| 2       | Therese Johaug         | Norwegia   | 13/20 p.         | 2/46 p.          | 10/26 p.             | 3/43 p.          | 6/34 p.          | 4/40 p.                | 1/50 p.                | 320         | 579             |
| 3       | Kristin Størmer Steira | Norwegia   | 10/26 p.         | 5/37 p.          | 5/37 p.              | 4/40 p.          | 23/8 p.          | 2/46 p.                | 12/22 p.               | 240         | 456             |
| 4       | Krista Lähteenmäki     | Finlandia  | 18/13 p.         | 10/26 p.         | 31/0 p.              | 9/28 p.          | 2/46 p.          | 3/43 p.                | 5/37 p.                | 200         | 393             |
| 5       | Astrid Jacobsen        | Norwegia   | 6/34 p.          | 6/34 p.          | 13/20 p.             | 7/32 p.          | 3/43 p.          | 12/22 p.               | 6/34 p.                | 180         | 399             |
| 6       | Heidi Weng             | Norwegia   | 39/0 p.          | 18/13 p.         | 3/43 p.              | 11/24 p.         | 10/26 p.         | 7/32 p.                | 3/43 p.                | 160         | 341             |
| 7       | Charlotte Kalla        | Szwecja    | 2/46 p.          | 11/24 p.         | 6/34 p.              | 2/46 p.          | 9/28 p.          | 18/13 p.               | 14/18 p.               | 144         | 352             |
| 8       | Riitta-Liisa Roponen   | Finlandia  | 5/37 p.          | 9/28 p.          | 23/8 p.              | 12/22 p.         | 27/4 p.          | 9/28 p.                | 4/40 p.                | 128         | 295             |
| 9       | Anne Kyllönen          | Finlandia  | 18/13 p.         | 3/43 p.          | 26/5 p.              | 5/37 p.          | 4/40 p.          | 13/20 p.               | 21/10 p.               | 116         | 284             |
| 10      | Katrin Zeller          | Niemcy     | 29/2 p.          | 19/12 p.         | 20/11 p.             | 13/20 p.         | 31/0 p.          | 14/18 p.               | 10/26 p.               | 104         | 193             |

### Mężczyźni
| Miejsce | Imię i nazwisko   | Narodowość | Oberhof Msc./Pkt | Oberhof Msc./Pkt | Val Müstair Msc./Pkt | Toblach Msc./Pkt | Toblach Msc./Pkt | Val di Fiemme Msc./Pkt | Val di Fiemme Msc./Pkt | Tour-Punkty | PŚ-punkty razem |
| ------- | ----------------- | ---------- | ---------------- | ---------------- | -------------------- | ---------------- | ---------------- | ---------------------- | ---------------------- | ----------- | --------------- |
| 1       | Aleksandr Legkow  | Rosja      | 3/43 p.          | 2/46 p.          | 19/12 p.             | 2/46 p.          | 5/37 p.          | 17/14 p.               | 10/26 p.               | 400         | 624             |
| 2       | Dario Cologna     | Szwajcaria | 4/40 p.          | 4/40 p.          | 4/40 p.              | 3/43 p.          | 3/43 p.          | 11/24 p.               | 18/13 p.               | 320         | 563             |
| 3       | Maksim Wylegżanin | Rosja      | 7/32 p.          | 1/50 p.          | 10/26 p.             | 4/40 p.          | 10/26 p.         | 18/13 p.               | 19/12 p.               | 240         | 439             |
| 4       | Petter Northug    | Norwegia   | 1/50 p.          | 3/43 p.          | 8/30 p.              | 1/50 p.          | 2/46 p.          | 28/3 p.                | 29/2 p.                | 200         | 424             |
| 5       | Marcus Hellner    | Szwecja    | 2/46 p.          | 16/15 p.         | 7/32 p.              | 7/32 p.          | 16/15 p.         | 14/18 p.               | 1/50 p.                | 180         | 388             |
| 6       | Lukáš Bauer       | Czechy     | 18/13 p.         | 8/30 p.          | 44/0 p.              | 8/30 p.          | 8/30 p.          | 15/16 p.               | 8/30 p.                | 160         | 309             |
| 7       | Ivan Babikov      | Kanada     | 32/0 p.          | 12/19 p.         | 67/0 p.              | 21/10 p.         | 31/0 p.          | 7/32p.                 | 2/46 p.                | 144         | 251             |
| 8       | Giorgio Di Centa  | Włochy     | 14/18 p.         | 30/1 p.          | 23/8 p.              | 22/9 p.          | 17/14 p.         | 4/40 p.                | 6/34 p.                | 128         | 252             |
| 9       | Johan Olsson      | Szwecja    | 33/0 p.          | 10/26 p.         | 49/0 p.              | 17/14 p.         | 21/10 p.         | 6/34 p.                | 7/32 p.                | 116         | 232             |
| 10      | Ilja Czernousow   | Rosja      | 5/37 p.          | 6/34 p.          | 14/18 p.             | 5/37 p.          | 13/20 p.         | 33/0 p.                | 15/16 p.               | 104         | 266             |

## Czołówki zawodów

### Kobiety
| Lp | Data            | Miejscowość   | Dystans                           | 1. miejsce        | 2. miejsce               | 3. miejsce         |
| -- | --------------- | ------------- | --------------------------------- | ----------------- | ------------------------ | ------------------ |
| 1. | 29 Grudnia 2012 | Oberhof       | 3,1 km s. dowolnym (prolog)       | Kikkan Randall    | Charlotte Kalla          | Justyna Kowalczyk  |
| 2. | 30 grudnia 2012 | Oberhof       | 9 km s. klasycznym (handicap)     | Justyna Kowalczyk | Therese Johaug           | Anne Kyllönen      |
| 3. | 1 stycznia 2013 | Val Müstair   | Sprint s. dowolnym                | Kikkan Randall    | Ingvild Flugstad Østberg | Heidi Weng         |
| 4. | 3 stycznia 2013 | Toblach       | 15 km s. dowolnym (handicap)      | Justyna Kowalczyk | Charlotte Kalla          | Therese Johaug     |
| 5. | 4 stycznia 2013 | Toblach       | 3,3 km s. klasycznym              | Justyna Kowalczyk | Krista Lähteenmäki       | Astrid Jacobsen    |
| 6. | 5 stycznia 2013 | Val di Fiemme | 10 km s. klasycznym (bieg masowy) | Justyna Kowalczyk | Kristin Størmer Steira   | Krista Lähteenmäki |
| 7. | 6 stycznia 2013 | Val di Fiemme | 9 km s. dowolnym (handicap)       | Therese Johaug    | Elizabeth Stephen        | Heidi Weng         |

### Mężczyźni
| Lp | Data            | Miejscowość   | Dystans                           | 1. miejsce          | 2. miejsce          | 3. miejsce       |
| -- | --------------- | ------------- | --------------------------------- | ------------------- | ------------------- | ---------------- |
| 1. | 29 grudnia 2012 | Oberhof       | 4 km s. dowolnym (prolog)         | Petter Northug      | Marcus Hellner      | Aleksandr Legkow |
| 2. | 30 grudnia 2012 | Oberhof       | 15 km s. klasycznym (handicap)    | Maksim Wylegżanin   | Aleksandr Legkow    | Petter Northug   |
| 3. | 1 stycznia 2013 | Val Müstair   | Sprint s. dowolnym                | Finn Hågen Krogh    | Federico Pellegrino | Len Väljas       |
| 4. | 3 stycznia 2013 | Toblach       | 35 km s. dowolnym (handicap)      | Petter Northug      | Aleksandr Legkow    | Dario Cologna    |
| 5. | 4 stycznia 2013 | Toblach       | 5 km s. klasycznym                | Aleksiej Połtoranin | Petter Northug      | Dario Cologna    |
| 6. | 5 stycznia 2013 | Val di Fiemme | 15 km s. klasycznym (bieg masowy) | Aleksiej Połtoranin | Len Väljas          | Alex Harvey      |
| 7. | 6 stycznia 2013 | Val di Fiemme | 9 km s. dowolnym (handicap)       | Marcus Hellner      | Ivan Babikov        | Roland Clara     |

## Przebieg zawodów
29 grudnia 2012 roku został rozegrany prolog (3,1 km stylem dowolnym wśród kobiet oraz 4,0 km tym samym stylem wśród mężczyzn). Następnego dnia zawodniczki rywalizowali na trasie 9 km stylem klasycznym a zawodnicy na trasie 15 km stylem klasycznym. Zakończyła ona rywalizację w Niemczech. Kolejnym punktem TdS 2012/13 był sprint stylem dowolnym kobiet i mężczyzn na dystansie 1,4 km rozgrywany po dniu przerwy w szwajcarskim Münstertal. 3 stycznia 2013 roku zawody odbyły się we włoskich Toblach. Rywalizowano w biegach pościgowych na 15 km kobiet i 35 km mężczyzn oraz biegach krótkich na 3,3 km stylem klasycznym kobiet i 5,0 km stylem klasycznym mężczyzn. Ostatnie dwa konkursy odbyły się w Val di Fiemme. Pierwszy to bieg masowy stylem klasycznym na dystansie 10 km (kobiet) i 20 km (mężczyzn), natomiast drugi jak co roku obejmował podbieg pod Alpe Cermis. Bieg odbył się na dystansie 9 km zarówno wśród kobiet i mężczyzn i wyłonił zwycięzców siódmej edycji Tour de Ski.

## Kobiety

### 3,1 km s. dowolnym (prolog)
29 grudnia 2012
 Oberhof, Niemcy
| Msc. | Zawodniczka            | Reprezentacja     | Czas   | Punkty PŚ |
| ---- | ---------------------- | ----------------- | ------ | --------- |
| 1.   | Kikkan Randall         | Stany Zjednoczone | 7:28,1 | 50        |
| 2.   | Charlotte Kalla        | Szwecja           | +4,4   | 46        |
| 3.   | Justyna Kowalczyk      | Polska            | +4,7   | 43        |
| 4.   | Denise Herrmann        | Niemcy            | +9,3   | 40        |
| 5.   | Riitta-Liisa Roponen   | Finlandia         | +10,6  | 37        |
| 6.   | Astrid Jacobsen        | Norwegia          | +12,2  | 34        |
| 7.   | Coraline Hugue         | Francja           | +14,8  | 32        |
| 8.   | Célia Aymonier         | Francja           | +15,2  | 30        |
| 8.   | Julija Czekalowa       | Rosja             | +15,2  | 30        |
| 10.  | Kristin Størmer Steira | Norwegia          | +16,0  | 26        |
| . .  |                        |                   |        |           |
| 53.  | Kornelia Kubińska      | Polska            | +43,6  | —         |
| 67.  | Paulina Maciuszek      | Polska            | +51,8  | —         |

| 1.  | Kikkan Randall       | Stany Zjednoczone | 7:13,1  |
| 2.  | Charlotte Kalla      | Szwecja           | +9,4    |
| 3.  | Justyna Kowalczyk    | Polska            | +14,7   |
| 4.  | Denise Herrmann      | Niemcy            | +24,3   |
| 5.  | Riitta-Liisa Roponen | Finlandia         | +25,6   |
| . . |                      |                   |         |
| 53. | Kornelia Kubińska    | Polska            | +58,6   |
| 67. | Paulina Maciuszek    | Polska            | +1:06,8 |

| Msc. | Zawodniczka       | Reprezentacja     | Punkty |
| ---- | ----------------- | ----------------- | ------ |
| 1.   | Kikkan Randall    | Stany Zjednoczone | 15     |
| 2.   | Charlotte Kalla   | Szwecja           | 10     |
| 3.   | Justyna Kowalczyk | Polska            | 5      |

### 9 km s. klasycznym (handicap)
30 grudnia 2012
 Oberhof, Niemcy
| Msc. | Zawodniczka            | Reprezentacja | Czas    | Punkty PŚ |
| ---- | ---------------------- | ------------- | ------- | --------- |
| 1.   | Justyna Kowalczyk      | Polska        | 25:01,4 | 50        |
| 2.   | Therese Johaug         | Norwegia      | +41,4   | 46        |
| 3.   | Anne Kyllönen          | Finlandia     | +45,0   | 43        |
| 4.   | Denise Herrmann        | Niemcy        | +48,5   | 40        |
| 5.   | Kristin Størmer Steira | Norwegia      | +49,1   | 37        |
| 6.   | Astrid Jacobsen        | Norwegia      | +1:01,9 | 34        |
| 7.   | Kerttu Niskanen        | Finlandia     | +1:02,4 | 32        |
| 8.   | Aino-Kaisa Saarinen    | Finlandia     | +1:04,4 | 30        |
| 9.   | Riitta-Liisa Roponen   | Finlandia     | +1:05,1 | 28        |
| 10.  | Krista Lähteenmäki     | Finlandia     | +1:12,4 | 26        |
| . .  |                        |               |         |           |
| 57.  | Kornelia Kubińska      | Polska        | +4:01,5 | —         |
| 67.  | Paulina Maciuszek      | Polska        | +4:37,0 | —         |

| 1.  | Justyna Kowalczyk      | Polska    | 31:59,5 |
| 2.  | Therese Johaug         | Norwegia  | +46,4   |
| 3.  | Anne Kyllönen          | Finlandia | +55,0   |
| 4.  | Denise Herrmann        | Niemcy    | +1:03,5 |
| 5.  | Kristin Størmer Steira | Norwegia  | +1:04,1 |
| . . |                        |           |         |
| 57. | Kornelia Kubińska      | Polska    | +4:16,5 |
| 67. | Paulina Maciuszek      | Polska    | +4:52,0 |

| Msc. | Zawodniczka       | Reprezentacja     | Punkty |
| ---- | ----------------- | ----------------- | ------ |
| 1.   | Justyna Kowalczyk | Polska            | 20     |
| 2.   | Kikkan Randall    | Stany Zjednoczone | 15     |
| 3.   | Charlotte Kalla   | Szwecja           | 10     |
| 3.   | Therese Johaug    | Norwegia          | 10     |

### 1,4 km sprint s. dowolnym
1 stycznia 2013
 Val Müstair, Szwajcaria
| Msc.      | Zawodniczka              | Reprezentacja     | Czas         | Punkty PŚ |
| --------- | ------------------------ | ----------------- | ------------ | --------- |
| 1.        | Kikkan Randall           | Stany Zjednoczone | 3:38,2       | 50        |
| 2.        | Ingvild Flugstad Østberg | Norwegia          | +8,8         | 46        |
| 3.        | Heidi Weng               | Norwegia          | +10,6        | 43        |
| 4.        | Hanna Kolb               | Niemcy            | +12,7        | 40        |
| 5.        | Kristin Størmer Steira   | Norwegia          | +14,8        | 37        |
| 6.        | Charlotte Kalla          | Szwecja           | +19,6        | 34        |
| Półfinały |                          |                   |              |           |
| 7.        | Justyna Kowalczyk        | Polska            | Półfinał (2) | 32        |
| 8.        | Denise Herrmann          | Niemcy            | Półfinał (2) | 30        |
| 9.        | Aurore Jean              | Francja           | Półfinał (1) | 28        |
| 10.       | Therese Johaug           | Norwegia          | Półfinał (2) | 26        |
| 11.       | Riikka Sarasoja-Lilja    | Finlandia         | Półfinał (2) | 24        |
| 12.       | Laurien van der Graaff   | Szwajcaria        | Półfinał (1) | 22        |
| . .       |                          |                   |              |           |
| 46.       | Paulina Maciuszek        | Polska            | Kwalifikacje | —         |
| 55.       | Kornelia Kubińska        | Polska            | Kwalifikacje | —         |

| 1.  | Justyna Kowalczyk      | Polska            | 35:08,0 |
| 2.  | Therese Johaug         | Norwegia          | +50,3   |
| 3.  | Kristin Størmer Steira | Norwegia          | +1:00,9 |
| 4.  | Denise Herrmann        | Niemcy            | +1:05,3 |
| 5.  | Kikkan Randall         | Stany Zjednoczone | +1:18,1 |
| . . |                        |                   |         |
| 52. | Kornelia Kubińska      | Polska            | +5:09,9 |
| 61. | Paulina Maciuszek      | Polska            | +5:41,3 |

| Msc. | Zawodniczka       | Reprezentacja     | Punkty |
| ---- | ----------------- | ----------------- | ------ |
| 1.   | Kikkan Randall    | Stany Zjednoczone | 75     |
| 2.   | Justyna Kowalczyk | Polska            | 60     |
| 3.   | I.F.Østberg       | Norwegia          | 56     |

### 15 km s. dowolnym (handicap)
3 stycznia 2013
 Toblach, Włochy
| Msc. | Zawodniczka            | Reprezentacja     | Czas    | Punkty PŚ |
| ---- | ---------------------- | ----------------- | ------- | --------- |
| 1.   | Justyna Kowalczyk      | Polska            | 37:15,1 | 50        |
| 2.   | Charlotte Kalla        | Szwecja           | +18,3   | 46        |
| 3.   | Therese Johaug         | Norwegia          | +18,7   | 43        |
| 4.   | Kristin Størmer Steira | Norwegia          | +19,2   | 40        |
| 5.   | Anne Kyllönen          | Finlandia         | +43,1   | 37        |
| 6.   | Denise Herrmann        | Niemcy            | +43,3   | 34        |
| 7.   | Astrid Jacobsen        | Norwegia          | +44,0   | 32        |
| 8.   | Kikkan Randall         | Stany Zjednoczone | +44,3   | 30        |
| 9.   | Krista Lähteenmäki     | Finlandia         | +45,8   | 28        |
| 10.  | Emma Wikén             | Szwecja           | +46,1   | 26        |
| . .  |                        |                   |         |           |
| 40.  | Kornelia Kubińska      | Polska            | +5:17,0 | —         |
| 47.  | Paulina Maciuszek      | Polska            | +5:21,7 | —         |

| 1.  | Justyna Kowalczyk      | Polska    | 1:12:23,1 |
| 2.  | Charlotte Kalla        | Szwecja   | +23,3     |
| 3.  | Therese Johaug         | Norwegia  | +28,7     |
| 4.  | Kristin Størmer Steira | Norwegia  | +34,2     |
| 5.  | Anne Kyllönen          | Finlandia | +58,1     |
| . . |                        |           |           |
| 40. | Kornelia Kubińska      | Polska    | +5:32,0   |
| 47. | Paulina Maciuszek      | Polska    | +5:36,7   |

| Msc. | Zawodniczka       | Reprezentacja     | Punkty |
| ---- | ----------------- | ----------------- | ------ |
| 1.   | Justyna Kowalczyk | Polska            | 75     |
| 2.   | Kikkan Randall    | Stany Zjednoczone | 75     |
| 3.   | Charlotte Kalla   | Szwecja           | 62     |

### 3,3 km s. klasycznym
4 stycznia 2013
 Toblach, Włochy
| Msc. | Zawodniczka         | Reprezentacja     | Czas    | Punkty PŚ |
| ---- | ------------------- | ----------------- | ------- | --------- |
| 1.   | Justyna Kowalczyk   | Polska            | 10:08,1 | 50        |
| 2.   | Krista Lähteenmäki  | Finlandia         | +16,5   | 46        |
| 3.   | Astrid Jacobsen     | Norwegia          | +17,1   | 43        |
| 4.   | Anne Kyllönen       | Finlandia         | +17,7   | 40        |
| 5.   | Aino-Kaisa Saarinen | Finlandia         | +21,1   | 37        |
| 6.   | Therese Johaug      | Norwegia          | +22,2   | 34        |
| 7.   | Kikkan Randall      | Stany Zjednoczone | +24,2   | 32        |
| 8.   | Denise Herrmann     | Niemcy            | +25,2   | 30        |
| 9.   | Charlotte Kalla     | Szwecja           | +25,3   | 28        |
| 10.  | Heidi Weng          | Norwegia          | +27,3   | 26        |
| . .  |                     |                   |         |           |
| 32.  | Paulina Maciuszek   | Polska            | +45,6   | —         |
| 36.  | Kornelia Kubińska   | Polska            | +49,7   | —         |

| 1.  | Justyna Kowalczyk      | Polska   | 1:22:01,2 |
| 2.  | Charlotte Kalla        | Szwecja  | +1:03,6   |
| 3.  | Therese Johaug         | Norwegia | +1:05,9   |
| 4.  | Astrid Jacobsen        | Norwegia | +1:26,1   |
| 5.  | Kristin Størmer Steira | Norwegia | +1:29,7   |
| . . |                        |          |           |
| 38. | Kornelia Kubińska      | Polska   | +6:36,7   |
| 45. | Paulina Maciuszek      | Polska   | +7:37,3   |

| Msc. | Zawodniczka       | Reprezentacja     | Punkty |
| ---- | ----------------- | ----------------- | ------ |
| 1.   | Justyna Kowalczyk | Polska            | 90     |
| 2.   | Kikkan Randall    | Stany Zjednoczone | 75     |
| 3.   | Charlotte Kalla   | Szwecja           | 62     |

### 10 km s. klasycznym (bieg masowy)
5 stycznia 2013
 Val di Fiemme, Włochy
| Msc. | Zawodniczka            | Reprezentacja | Czas    | Punkty PŚ |
| ---- | ---------------------- | ------------- | ------- | --------- |
| 1.   | Justyna Kowalczyk      | Polska        | 28:12,9 | 50        |
| 2.   | Kristin Størmer Steira | Norwegia      | +33,2   | 46        |
| 3.   | Krista Lähteenmäki     | Finlandia     | +39,0   | 43        |
| 4.   | Therese Johaug         | Norwegia      | +41,1   | 40        |
| 5.   | Aino-Kaisa Saarinen    | Finlandia     | +1:01,6 | 37        |
| 6.   | Emma Wikén             | Szwecja       | +1:01,9 | 34        |
| 7.   | Heidi Weng             | Norwegia      | +1:03,0 | 32        |
| 8.   | Kerttu Niskanen        | Finlandia     | +1:03,5 | 30        |
| 9.   | Riitta-Liisa Roponen   | Finlandia     | +1:03,7 | 28        |
| 10.  | Anna Haag              | Szwecja       | +1:04,2 | 26        |
| . .  |                        |               |         |           |
| 40.  | Kornelia Kubińska      | Polska        | +2:55,5 | —         |
| 46.  | Paulina Maciuszek      | Polska        | +3:15,8 | —         |

| Msc. | Zawodniczka            | Reprezentacja | Czas      |
| ---- | ---------------------- | ------------- | --------- |
| 1.   | Justyna Kowalczyk      | Polska        | 1:49:29,1 |
| 2.   | Therese Johaug         | Norwegia      | +2:08,0   |
| 3.   | Kristin Størmer Steira | Norwegia      | +2:17,9   |
| 4.   | Krista Lähteenmäki     | Finlandia     | +3:11,3   |
| 5.   | Charlotte Kalla        | Szwecja       | +3:14,9   |

| Msc. | Zawodniczka            | Reprezentacja     | Punkty |
| ---- | ---------------------- | ----------------- | ------ |
| 1.   | Justyna Kowalczyk      | Polska            | 135    |
| 2.   | Kikkan Randall         | Stany Zjednoczone | 80     |
| 3.   | Kristin Størmer Steira | Norwegia          | 74     |

### 9 km s. dowolnym (handicap)
6 stycznia 2013
 Val di Fiemme, Włochy
| Msc. | Zawodniczka          | Reprezentacja     | Czas    | Punkty PŚ |
| ---- | -------------------- | ----------------- | ------- | --------- |
| 1.   | Therese Johaug       | Norwegia          | 34:12.4 | 50        |
| 2.   | Liz Stephen          | Stany Zjednoczone | +39.5   | 46        |
| 3.   | Heidi Weng           | Norwegia          | +1:10.8 | 43        |
| 4.   | Riitta-Liisa Roponen | Finlandia         | +1:33.3 | 40        |
| 5.   | Krista Lähteenmäki   | Finlandia         | +1:33.5 | 37        |
| 6.   | Astrid Jacobsen      | Norwegia          | +1:35.0 | 34        |
| 7.   | Justyna Kowalczyk    | Polska            | +1:40.1 | 32        |
| 8.   | Wałentyna Szewczenko | Ukraina           | +1:41.8 | 30        |
| 8.   | Debora Agreiter      | Włochy            | +1:44.1 | 28        |
| 10.  | Katrin Zeller        | Niemcy            | +1:54.4 | 26        |
| . .  |                      |                   |         |           |
| 28.  | Paulina Maciuszek    | Polska            | +3:15,3 | 3         |
| 41.  | Kornelia Kubińska    | Polska            | +4:02,1 | —         |

| 1.  | Justyna Kowalczyk      | Polska    | 2:25:21,6 |
| 2.  | Therese Johaug         | Norwegia  | +27,9     |
| 3.  | Kristin Størmer Steira | Norwegia  | +2:39,5   |
| 4.  | Krista Lähteenmäki     | Finlandia | +3:04,7   |
| 5.  | Astrid Jacobsen        | Norwegia  | +3:29,1   |
| . . |                        |           |           |
| 37. | Kornelia Kubińska      | Polska    | +12:39,2  |
| 40. | Paulina Maciuszek      | Polska    | +13:13,3  |

| Msc. | Zawodniczka            | Reprezentacja     | Punkty |
| ---- | ---------------------- | ----------------- | ------ |
| 1.   | Justyna Kowalczyk      | Polska            | 135    |
| 2.   | Kikkan Randall         | Stany Zjednoczone | 80     |
| 3.   | Kristin Størmer Steira | Norwegia          | 74     |

## Mężczyźni

### 4 km s. dowolnym (prolog)
29 grudnia 2012
 Oberhof, Niemcy
| Msc. | Zawodnik          | Reprezentacja | Czas    | Punkty PŚ |
| ---- | ----------------- | ------------- | ------- | --------- |
| 1.   | Petter Northug    | Norwegia      | 8:28,7  | 50        |
| 2.   | Marcus Hellner    | Szwecja       | +6,1    | 46        |
| 3.   | Aleksandr Legkow  | Rosja         | +7,2    | 43        |
| 4.   | Dario Cologna     | Szwajcaria    | +10,1   | 40        |
| 5.   | Ilja Czernousow   | Rosja         | +10,7   | 37        |
| 6.   | Alex Harvey       | Kanada        | +11,3   | 34        |
| 7.   | Martin Jakš       | Czechy        | +11,8   | 32        |
| 7.   | Maksim Wylegżanin | Rosja         | +11,8   | 30        |
| 9.   | Aleš Razým        | Czechy        | +13,3   | 28        |
| 10.  | Curdin Perl       | Szwajcaria    | +13,5   | 26        |
| . .  |                   |               |         |           |
| 46.  | Maciej Kreczmer   | Polska        | +30,7   | —         |
| 93.  | Maciej Staręga    | Polska        | +1:00,0 | —         |

| 1.  | Petter Northug   | Norwegia   | 8:13,7  |
| 2.  | Marcus Hellner   | Szwecja    | +11,1   |
| 3.  | Aleksandr Legkow | Rosja      | +17,2   |
| 4.  | Dario Cologna    | Szwajcaria | +25,1   |
| 5.  | Ilja Czernousow  | Rosja      | +25,7   |
| . . |                  |            |         |
| 46. | Maciej Kreczmer  | Polska     | +45,7   |
| 93. | Maciej Staręga   | Polska     | +1:15,0 |

| Msc. | Zawodnik         | Reprezentacja | Punkty |
| ---- | ---------------- | ------------- | ------ |
| 1.   | Petter Northug   | Norwegia      | 15     |
| 2.   | Marcus Hellner   | Szwecja       | 10     |
| 3.   | Aleksandr Legkow | Rosja         | 5      |

### 15 km s. klasycznym (handicap)
30 grudnia 2012
 Oberhof, Niemcy
| Msc. | Zawodnik          | Reprezentacja | Czas    | Punkty PŚ |
| ---- | ----------------- | ------------- | ------- | --------- |
| 1.   | Maksim Wylegżanin | Rosja         | 39:47,0 | 50        |
| 2.   | Aleksandr Legkow  | Rosja         | +0,1    | 46        |
| 3.   | Petter Northug    | Norwegia      | +6,4    | 43        |
| 4.   | Dario Cologna     | Szwajcaria    | +6,6    | 40        |
| 5.   | Alex Harvey       | Kanada        | +7,6    | 37        |
| 6.   | Ilja Czernousow   | Rosja         | +20,4   | 34        |
| 7.   | Matti Heikkinen   | Finlandia     | +29,3   | 32        |
| 8.   | Lukáš Bauer       | Czechy        | +41,1   | 30        |
| 8.   | Siergiej Turyszew | Rosja         | +47,6   | 28        |
| 10.  | Johan Olsson      | Szwecja       | +59,4   | 26        |
| . .  |                   |               |         |           |
| 40.  | Maciej Kreczmer   | Polska        | +2:35,6 | —         |
| 85.  | Maciej Staręga    | Polska        | +6:11,4 | —         |

| Msc. | Zawodnik          | Reprezentacja | Czas    |
| ---- | ----------------- | ------------- | ------- |
| 1.   | Maksim Wylegżanin | Rosja         | 47:45,7 |
| 2.   | Aleksandr Legkow  | Rosja         | +5,1    |
| 3.   | Petter Northug    | Norwegia      | +16,5   |
| 4.   | Dario Cologna     | Szwajcaria    | +21,7   |
| 5.   | Alex Harvey       | Kanada        | +22,7   |
| . .  |                   |               |         |
| 40.  | Maciej Kreczmer   | Polska        | +2:50,6 |
| 85.  | Maciej Staręga    | Polska        | +6:26,4 |

| Msc. | Zawodnik          | Reprezentacja | Punkty |
| ---- | ----------------- | ------------- | ------ |
| 1.   | Petter Northug    | Norwegia      | 20     |
| 2.   | Aleksandr Legkow  | Rosja         | 15     |
| 2.   | Maksim Wylegżanin | Rosja         | 15     |

### 1,4 km sprint s. dowolnym
1 stycznia 2013
 Val Müstair, Szwajcaria
| Msc.    | Zawodnik            | Reprezentacja     | Czas            | Punkty PŚ |
| ------- | ------------------- | ----------------- | --------------- | --------- |
| 1.      | Finn Hågen Krogh    | Norwegia          | 3:10,8          | 50        |
| 2.      | Federico Pellegrino | Włochy            | +1,1            | 46        |
| 3.      | Len Väljas          | Kanada            | +1,7            | 43        |
| 4.      | Dario Cologna       | Szwajcaria        | +3,6            | 40        |
| 5.      | Calle Halfvarsson   | Szwecja           | +6,5            | 37        |
| 6.      | Emil Jönsson        | Szwecja           | +32,9           | 34        |
| Finał B |                     |                   |                 |           |
| 7.      | Marcus Hellner      | Szwecja           | Półfinał (1)    | 32        |
| 8.      | Petter Northug      | Norwegia          | Półfinał (1)    | 30        |
| 9.      | Andrew Newell       | Stany Zjednoczone | Półfinał (2)    | 28        |
| 10.     | Maksim Wylegżanin   | Rosja             | Półfinał (1)    | 26        |
| 11.     | Andrew Musgrave     | Wielka Brytania   | Półfinał (2)    | 24        |
| 12.     | Alex Harvey         | Kanada            | Półfinał (1)    | 22        |
| . .     |                     |                   |                 |           |
| 25.     | Maciej Staręga      | Polska            | Ćwierćfinał (4) | 6         |
| 35.     | Maciej Kreczmer     | Polska            | Kwalifikacje    | —         |

| Msc. | Zawodnik          | Reprezentacja | Czas    |
| ---- | ----------------- | ------------- | ------- |
| 1.   | Maksim Wylegżanin | Rosja         | 50:27,3 |
| 2.   | Dario Cologna     | Szwajcaria    | +2,1    |
| 3.   | Petter Northug    | Norwegia      | +9,0    |
| 4.   | Alex Harvey       | Kanada        | +27,2   |
| 5.   | Aleksandr Legkow  | Rosja         | +28,0   |
| . .  |                   |               |         |
| 41.  | Maciej Kreczmer   | Polska        | +3:28,9 |
| 77.  | Maciej Staręga    | Polska        | +6:57,2 |

| Msc. | Zawodnik            | Reprezentacja | Punkty |
| ---- | ------------------- | ------------- | ------ |
| 1.   | Finn Hågen Krogh    | Norwegia      | 60     |
| 2.   | Petter Northug      | Norwegia      | 58     |
| 3.   | Federico Pellegrino | Włochy        | 56     |

### 35 km s. dowolnym (handicap)
3 stycznia 2013
 Toblach, Włochy
| Msc. | Zawodnik          | Reprezentacja | Czas      | Punkty PŚ |
| ---- | ----------------- | ------------- | --------- | --------- |
| 1.   | Petter Northug    | Norwegia      | 1:16:32,7 | 50        |
| 2.   | Aleksandr Legkow  | Rosja         | +0,7      | 46        |
| 3.   | Dario Cologna     | Szwajcaria    | +0,9      | 43        |
| 4.   | Maksim Wylegżanin | Rosja         | +1,6      | 40        |
| 5.   | Ilja Czernousow   | Rosja         | +1:25,7   | 37        |
| 6.   | Alex Harvey       | Kanada        | +1:25,8   | 34        |
| 7.   | Marcus Hellner    | Szwecja       | +1:27,3   | 32        |
| 8.   | Lukáš Bauer       | Czechy        | +1:27,8   | 30        |
| 9.   | Finn Hågen Krogh  | Norwegia      | +1:46,3   | 28        |
| 10.  | Curdin Perl       | Szwajcaria    | +1:47,1   | 26        |
| . .  |                   |               |           |           |
| 55.  | Maciej Kreczmer   | Polska        | +8:03,6   | —         |
| DNS  | Maciej Staręga    | Polska        | –         | —         |

| 1.  | Petter Northug    | Norwegia   | 2:06:45,0 |
| 2.  | Aleksandr Legkow  | Rosja      | +5,7      |
| 3.  | Dario Cologna     | Szwajcaria | +10,9     |
| 4.  | Maksim Wylegżanin | Rosja      | +16,6     |
| 5.  | Ilja Czernousow   | Rosja      | +1:40,7   |
| . . |                   |            |           |
| 55. | Maciej Kreczmer   | Polska     | +8:18,6   |
| DNF | Maciej Staręga    | Polska     |           |

| Msc. | Zawodnik         | Reprezentacja | Punkty |
| ---- | ---------------- | ------------- | ------ |
| 1.   | Petter Northug   | Norwegia      | 73     |
| 2.   | Finn Hågen Krogh | Norwegia      | 60     |
| 3.   | Dario Cologna    | Szwajcaria    | 53     |

### 5 km s. klasycznym
4 stycznia 2013
 Toblach, Włochy
| Msc. | Zawodnik                 | Reprezentacja | Czas    | Punkty PŚ |
| ---- | ------------------------ | ------------- | ------- | --------- |
| 1.   | Aleksiej Połtoranin      | Kazachstan    | 12:37,9 | 50        |
| 2.   | Petter Northug           | Norwegia      | +8,0    | 46        |
| 3.   | Dario Cologna            | Szwajcaria    | +8,2    | 43        |
| 4.   | Dmitrij Japarow          | Rosja         | +13,7   | 40        |
| 5.   | Aleksandr Legkow         | Rosja         | +15,7   | 37        |
| 6.   | Calle Halfvarsson        | Szwecja       | +16,1   | 34        |
| 7.   | Aleksandr Biessmiertnych | Rosja         | +16,5   | 32        |
| 8.   | Lukáš Bauer              | Czechy        | +17,3   | 30        |
| 8.   | Finn Hågen Krogh         | Norwegia      | +19,3   | 28        |
| 10.  | Maksim Wylegżanin        | Rosja         | +23,4   | 26        |
| . .  |                          |               |         |           |
| 27.  | Maciej Kreczmer          | Polska        | +39,1   | 4         |

| 1.  | Petter Northug    | Norwegia   | 2:19:20,9 |
| 2.  | Dario Cologna     | Szwajcaria | +16,1     |
| 3.  | Aleksandr Legkow  | Rosja      | +23,4     |
| 4.  | Maksim Wylegżanin | Rosja      | +42,0     |
| 5.  | Lukáš Bauer       | Czechy     | 2:02,1    |
| . . |                   |            |           |
| 54. | Maciej Kreczmer   | Polska     | +8:59,7   |

| Msc. | Zawodnik         | Reprezentacja | Punkty |
| ---- | ---------------- | ------------- | ------ |
| 1.   | Petter Northug   | Norwegia      | 83     |
| 2.   | Finn Hågen Krogh | Norwegia      | 60     |
| 3.   | Dario Cologna    | Szwajcaria    | 58     |

### 15 km s. klasycznym (bieg masowy)
5 stycznia 2013
 Val di Fiemme, Włochy
| Msc. | Zawodnik                 | Reprezentacja | Czas    | Punkty PŚ |
| ---- | ------------------------ | ------------- | ------- | --------- |
| 1.   | Aleksiej Połtoranin      | Kazachstan    | 39:01,5 | 50        |
| 2.   | Len Väljas               | Kanada        | +0,1    | 46        |
| 3.   | Alex Harvey              | Kanada        | +0,4    | 43        |
| 4.   | Giorgio Di Centa         | Włochy        | +0,7    | 40        |
| 5.   | Tobias Angerer           | Niemcy        | +0,9    | 37        |
| 6.   | Johan Olsson             | Szwecja       | +2,8    | 34        |
| 7.   | Ivan Babikov             | Kanada        | +7,5    | 32        |
| 8.   | Johannes Dürr            | Austria       | +8,2    | 30        |
| 9.   | Aleksandr Biessmiertnych | Rosja         | +8,8    | 28        |
| 10.  | Dietmar Nöckler          | Włochy        | +9,6    | 26        |
| . .  |                          |               |         |           |
| 50.  | Maciej Kreczmer          | Polska        | +2:00,7 | —         |

| 1.  | Dario Cologna       | Szwajcaria | 2:58:25,2 |
| 2.  | Aleksandr Legkow    | Rosja      | +6,5      |
| 3.  | Petter Northug      | Norwegia   | +11,5     |
| 4.  | Maksim Wylegżanin   | Rosja      | +16,3     |
| 5.  | Aleksiej Połtoranin | Kazachstan | +1:35,3   |
| . . |                     |            |           |
| 51. | Maciej Kreczmer     | Polska     | +10:57,6  |

| Msc. | Zawodnik          | Reprezentacja | Punkty |
| ---- | ----------------- | ------------- | ------ |
| 1.   | Petter Northug    | Norwegia      | 98     |
| 2.   | Maksim Wylegżanin | Rosja         | 88     |
| 3.   | Dario Cologna     | Szwajcaria    | 82     |

### 9 km s. dowolnym (handicap)
6 stycznia 2013
 Val di Fiemme, Włochy
| Msc. | Zawodnik         | Reprezentacja | Czas    | Punkty PŚ |
| ---- | ---------------- | ------------- | ------- | --------- |
| 1.   | Marcus Hellner   | Szwecja       | 29:59,6 | 50        |
| 2.   | Ivan Babikov     | Kanada        | +13,3   | 46        |
| 3.   | Roland Clara     | Włochy        | +14,6   | 43        |
| 4.   | Johannes Dürr    | Austria       | +20,3   | 40        |
| 5.   | Thomas Moriggl   | Włochy        | +31,5   | 37        |
| 6.   | Giorgio Di Centa | Włochy        | +41,4   | 34        |
| 7.   | Johan Olsson     | Szwecja       | +42,8   | 32        |
| 8.   | Lukáš Bauer      | Czechy        | +43,2   | 30        |
| 9.   | Robin Duvillard  | Francja       | +53,8   | 28        |
| 10.  | Aleksandr Legkow | Rosja         | +57,3   | 26        |
| . .  |                  |               |         |           |
| 47.  | Maciej Kreczmer  | Polska        | +2:45,4 | —         |

| 1.  | Aleksandr Legkow  | Rosja      | 3:29:28,6 |
| 2.  | Dario Cologna     | Szwajcaria | +18,7     |
| 3.  | Maksim Wylegżanin | Rosja      | +40,7     |
| 4.  | Petter Northug    | Norwegia   | +1:07,7   |
| 5.  | Marcus Hellner    | Szwecja    | +1:12,4   |
| . . |                   |            |           |
| 51. | Maciej Kreczmer   | Polska     | +12:39,2  |

| Msc. | Zawodnik          | Reprezentacja | Punkty |
| ---- | ----------------- | ------------- | ------ |
| 1.   | Petter Northug    | Norwegia      | 98     |
| 2.   | Maksim Wylegżanin | Rosja         | 88     |
| 3.   | Dario Cologna     | Szwajcaria    | 82     |